# 1813 au Canada
Pour un article plus général, voir Chronologie du Canada.
Cet article traite des événements qui se sont produits durant l'année 1813 au Canada.

## Événements

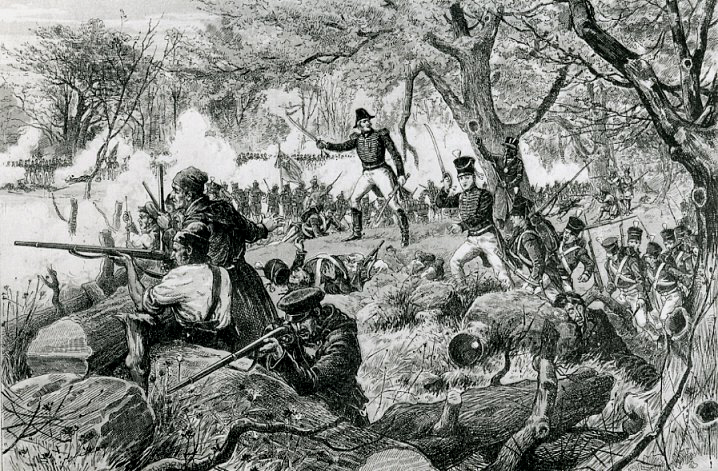
Bataille de Châteauguay

- 18 au 23 janvier : bataille de Frenchtown près du lac Érié au Michigan. Les troupes britanniques menées par Henry Procter et les amérindiens de Tecumseh remporte une victoire[1]. Plusieurs prisonniers américains sont massacrés par les amérindiens.
- 7 février : des américains mènent un Raid sur Elizabethtown (en). Succès qui permet de libérer des soldats qui étaient prisonniers.
- Février : marche du 104e régiment du Nouveau-Brunswick partant de Frédéricton vers la ville de Québec. Le déplacement se fait en raquette en hiver[2].
- 22 février : les troupes britanniques mené par l'officier George MacDonnell (en) réagissent au raid sur Elizabethtown et attaquent Ogdensburg. Ils remportent la Bataille d'Ogdensburg. Le transport sur le Fleuve Saint-Laurent entre Montréal et Kingston devint plus sécuritaire.
- 27 avril : bataille de York sur le site de Toronto, victoire américaine[3].
  - Capture du navire HMS Duke of Gloucester (1807) (en) lors de la prise du port.
  - 28 au 30 avril : Les américains font plusieurs incendies dont l'assemblée législative du Haut-Canada.
  - 8 mai : Les américains quittent York.
- 28 avril au 9 mai : Siège du Fort Meigs. Les britanniques menés par Henry Procter abandonnent le siège.
- 25 au 27 mai : Début de la Campagne du Niagara en 1813. Bataille de Fort George (en). Les américains prennent le fort.
- 28 mai au 29 mai : Deuxième bataille de Sacket's Harbor (en). La flotte britannique mené par James Lucas Yeo (en) échoue de nouveau devant les américains.
- 1er juin : combat de la Shannon et de la Chesapeake. Le navire américain Chesapeake est capturé et est amené à Halifax[4].
- 3 juin : Les navires américains USS Eagle (1812) (en) et USS Growler (1812 sloop) (en) qui patrouillent sur le Lac Champlain pénètrent dans la Rivière Richelieu. Ils se font prendre par l'armée britannique basée à l'Île aux Noix. Les deux navires américains sont capturés. Les britanniques augmentent leur rapport de force sur le lac Champlain.
- 6 juin : Bataille de Stoney Creek. Victoire britannique.
- 19 juin : Francis de Rottenburg devient lieutenant-gouverneur du Haut-Canada et commandant en chef des forces armées.
- 24 juin : Laura Secord a connaissance des plans d'attaque américains et va rejoindre le camp britannique pour les avertir. Ceux-ci commandés par James FitzGibbon et appuyés par des amérindiens remportent la Bataille de Beaver Dams et font de nombreux prisonniers américains.
- Juillet : formation du corps les Volontaires canadiens (en) par Joseph Willcocks (en) qui ont décidé de joindre la cause américaine. Ils sont considérés comme traîtres au Canada.
- 11 juillet : Raid sur Black Rock (en). Victoire britannique.
- 16 juillet : arrivée à Halifax du Régiment de Meuron. Ce régiment va se diriger vers le Bas-Canada et le défendre. Le Régiment de Watteville (en) qui a combattu dans la guerre d'Espagne plus tôt arrive au Canada plus tard.
- 21 juillet : la flotte américaine mené par Isaac Chauncey (en) avec Winfield Scott sur le Lac Ontario tente d'aller attaquer Burlington Heights. Cet endroit bien défendu par les britanniques et peu propice à un débarquement fut abandonné comme projet.
- 2 août : Les britanniques de Procter et les amérindiens de Tecumseh portent l'offensive sur le Fort américain de Stephenson. Les américains commandés par l'officier George Croghan (en) résistent à l'attaque et ils remportent la victoire à la Bataille de Fort Stephenson. Ce fut la dernière offensive britannique au sud du lac Érié.
- 8 août : au lac Ontario, les navires américains USS Hamilton (1809) (en) et USS Scourge (1812) (en) coulent à la suite d'une forte rafale de vent.
- 10 août : combat naval au lac Ontario (en) entre les navires américains de Chauncey et ceux britanniques de Yeo. Les américains en se retirant perdent deux goélettes: le USS Growler (1812 schooner) (en) renommé HMS Hamilton et le USS Julia (1812) (en).
- 10 septembre : bataille du lac Érié, victoire américaine. La flotte britannique est détruite. Les américains prennent le contrôle du Lac Érié[5]. Les britanniques abandonnent Fort Détroit et Fort Amherstburg.
- 27 septembre : les troupes américaines menées par William Henry Harrison prennent le fort Amherstburg. Ils poursuivent les britanniques de Procter et les amérindiens de Tecumseh qui font une retraite.
- 28 septembre : combat naval dans la baie de Burlignton sur le lac Ontario entre les navires américains menés par Chauncey et britanniques menés par Yeo. Les navires HMS Wolfe (1813) (en) et USS General Pike (en) sont endommagés.
- 5 octobre : bataille de la rivière Thames près de Chatham dans le Haut-Canada, victoire américaine et mort du chef indien Tecumseh. Fin de l'alliance entre les britanniques et les amérindiens. Les américains contrôlent pour le reste de la guerre cette région du sud du Haut-Canada.
- 26 octobre : bataille de la Châteauguay. Les Voltigeurs canadiens mené par Charles de Salaberry repoussent les forces américaines menés par Wade Hampton[6].
- 11 novembre : bataille de la ferme Crysler. Les forces britanniques et canadiennes repoussent les Américains. La tentative de prendre Montréal par les américains échoue.
- Décembre : Gordon Drummond devient lieutenant-gouverneur du Haut-Canada et chef des forces armées. Il relance l'offensive dans la péninsule du Niagara. Les américains abandonnent Fort George. Niagara-on-the-Lake (Newark) est incendié par les américains.
- 19 décembre : Capture du Fort Niagara (en) par les britanniques menés par Gordon Drummond.
- 30 décembre : les britanniques font une incursion du côté américain et livrent la Bataille de Buffalo (en). Victoire britannique.

Guerre de 1812
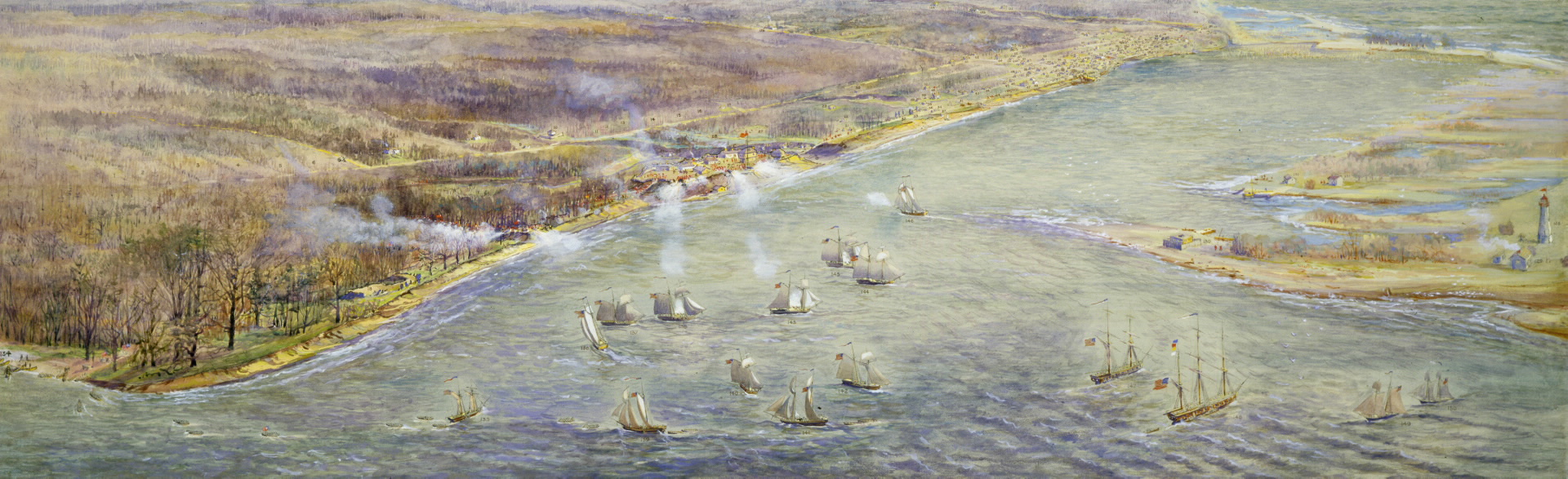
Vue aérienne de la bataille de York
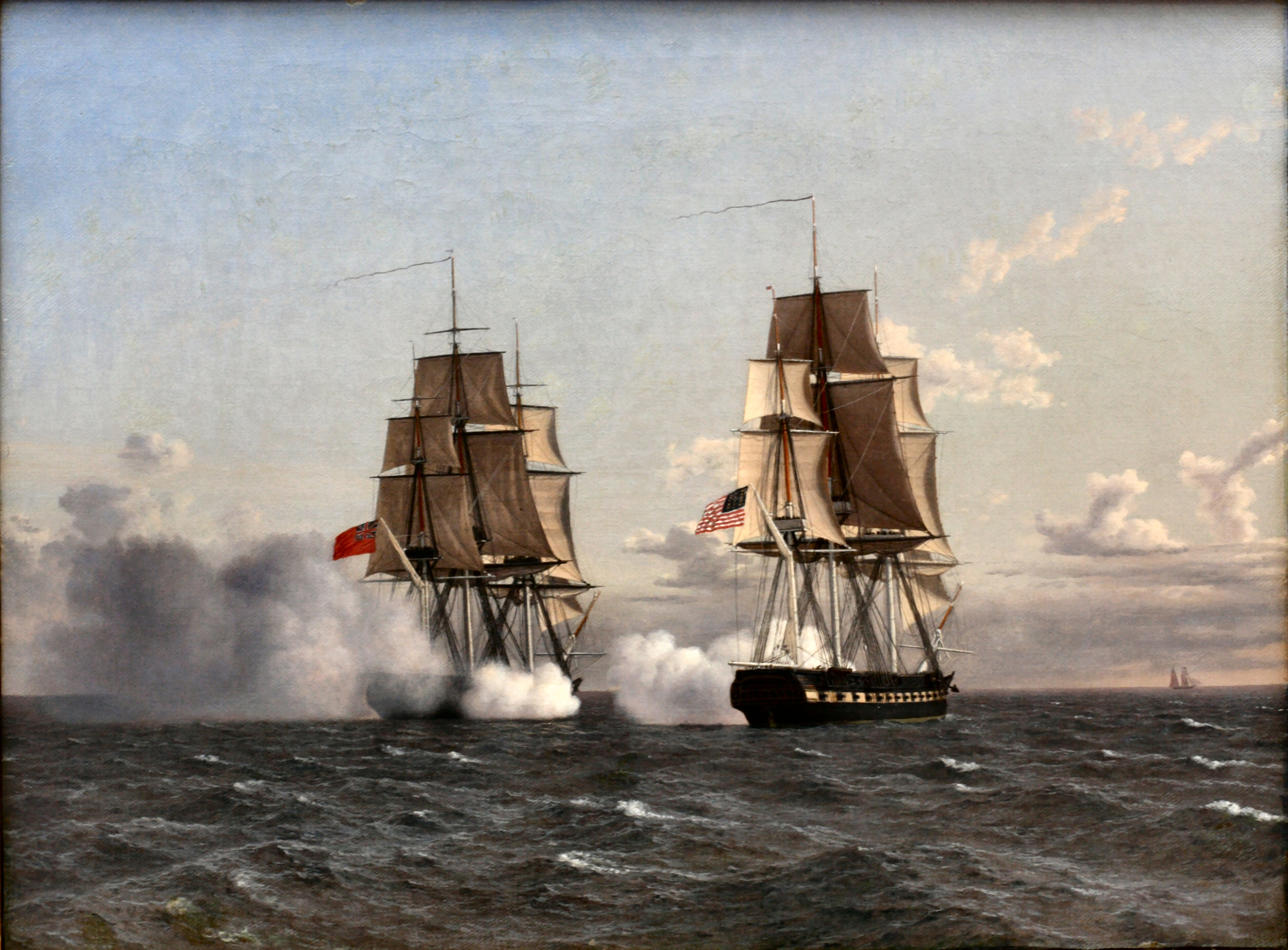
Bataille du navire HMS Shannon et du USS Chesapeake
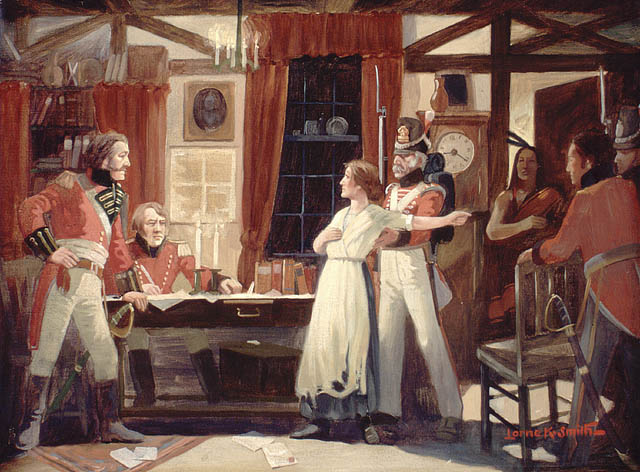
Laura Secord avertissant Fitzgibbons de l'imminence d'une attaque américaine.
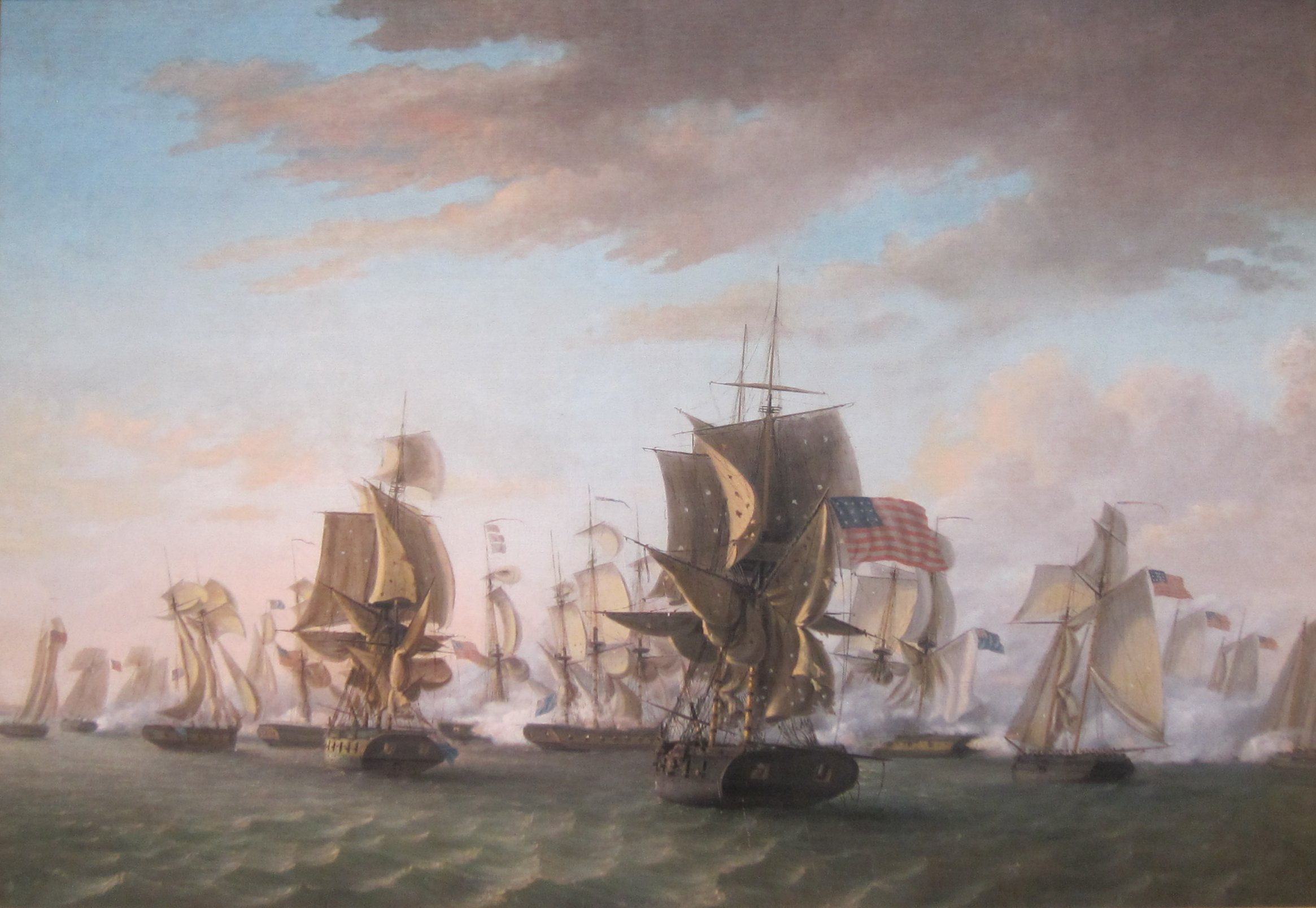
Bataille du lac Érié.
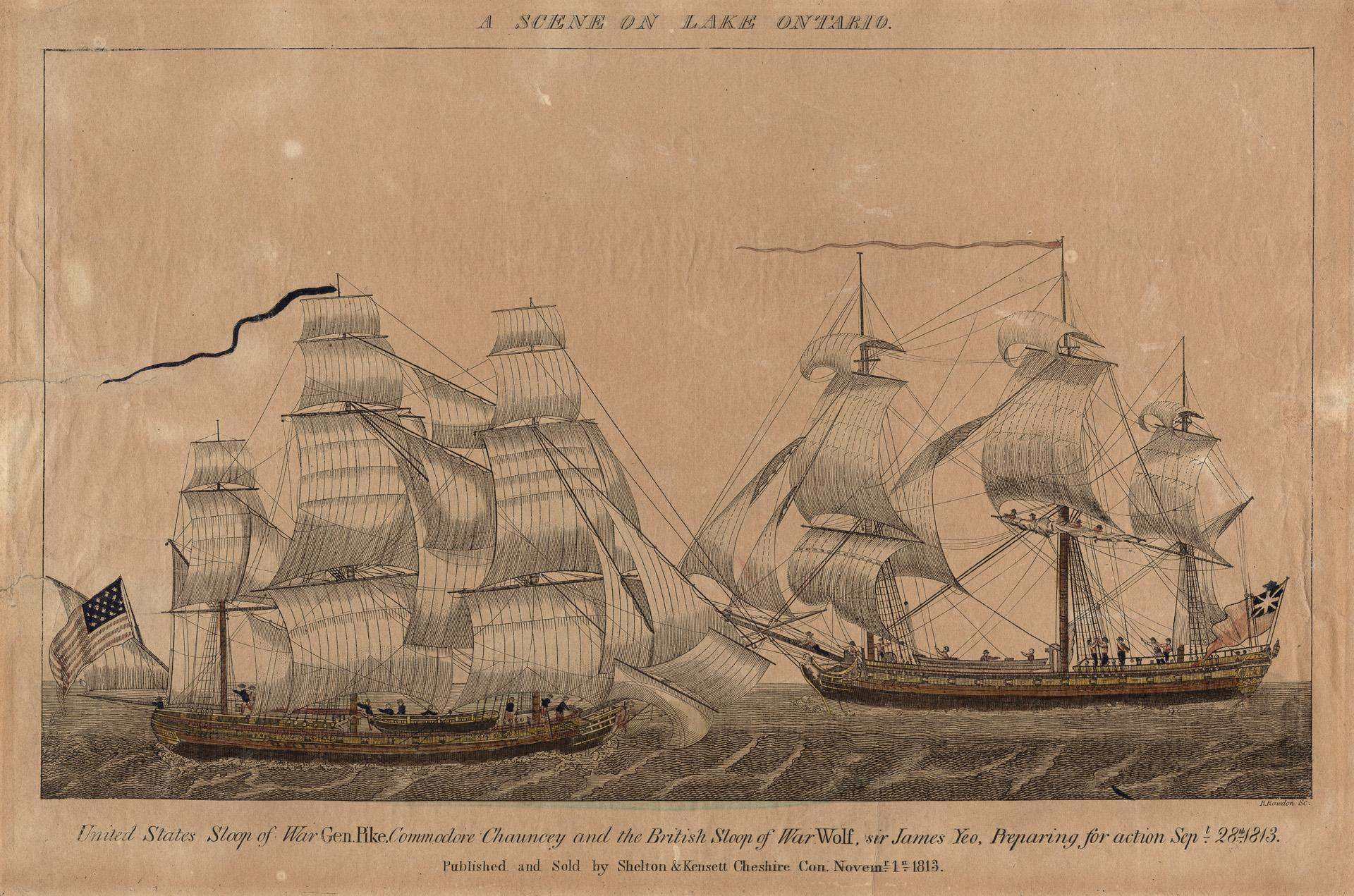
Bataille navale entre le USS General Pike et le HMS Wolfe.

- La population du Haut-Canada est composée à 60 % d’immigrants non loyalistes venus des États-Unis.
- Richard Goodwin Keats devient gouverneur de Terre-Neuve. Il va allouer plusieurs terres agricoles durant son mandat.
- La Pacific Fur Company vend le Fort Astoria à l'embouchure du Fleuve Columbia à la Compagnie du Nord-Ouest.
- La Compagnie du Nord-Ouest établit le poste Rocky Mountain House qui devint plus tard le Jasper House. Ce poste servait de relais aux voyageurs voulant traverser les Montagnes Rocheuses[7].

## Naissances
- 5 mars : Casimir Stanislaus Gzowski, homme d’affaires.
- 5 juin : François Bourassa, homme politique.
- 17 juin : Thomas Workman, homme politique.
- 7 août : John Ostell, architecte et homme d'affaires.
- 3 septembre : James Moir Ferres, journaliste et homme politique.
- 13 septembre : Edmund Heath, homme politique.
- 30 septembre : John Rae, explorateur de l'Arctique.
- 14 novembre : Benjamin Lett, hors-la-loi.
- 20 novembre : John Ferguson, homme politique.

## Décès

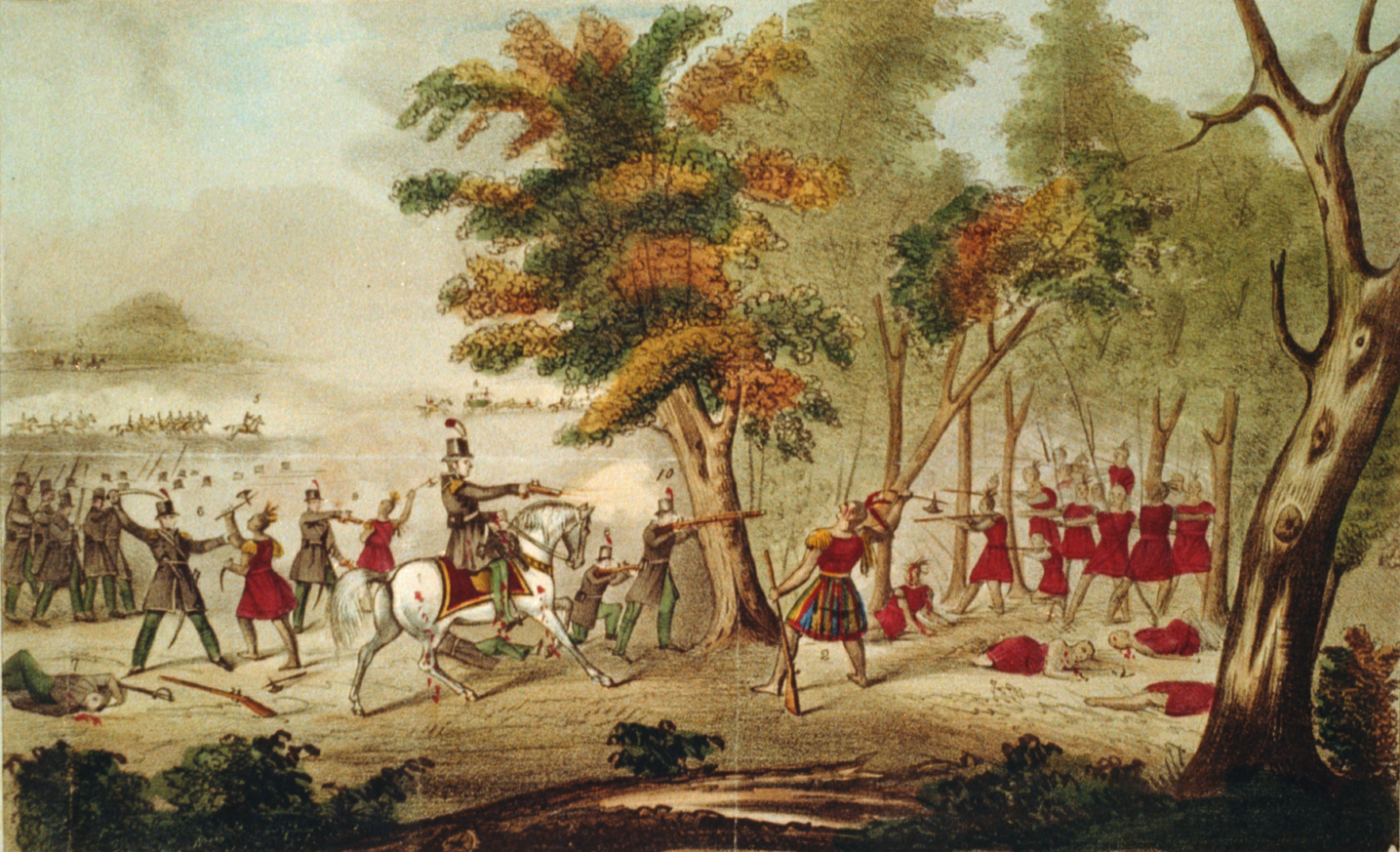
Bataille de la rivière Thames et mort de Tecumseh

- 5 février : William Von Moll Berczy, artiste peintre.
- 27 avril : Zebulon Pike, explorateur et officier américain mort à la bataille de York.
- 14 juillet : Jean Digé, homme politique.
- 19 juillet : Louis Chaboillez, homme politique.
- 5 octobre : Tecumseh, chef de la tribu des Shawnees.
- 26 novembre : John Craigie (en), homme d'affaires et homme politique.
- 19 décembre : James McGill, fondateur de l'Université McGill à Montréal.